# 서일본 여객철도 281계 전동차
281계 전동차(일본어: JR西日本281系電車)는 서일본 여객철도(JR 서일본)의 직류 특급형 차량이다.

## 개요
1994년 9월 4일 개항한 간사이 국제공항으로의 접근 열차인 특급 '하루카'의 전용 차량으로 그 해 봄 가와사키 중공업·긴키 차량에서 제조되었다.
1994년 굿 디자인 상, 제5회 브루넬상 근거리 열차 부문 최우수상을 수상했다.
또한 운전실에는 223계, 207계, 681계와 같은 디지털 계기판을 갖추고 있다

## 구조

### 차체
차체는 보통강을 기본으로 도장은 하늘에 빛나는 구름을 떠올리는 샤이닝 화이트 바탕에 상부에는 무한히 펼쳐진 우주를 본뜬 코스모 회색, 차체 지붕에는 성층권을 떠올리는 스트래토 블루가 사용되고 있다. 차체 측면에는 '하루카'로고가 그려져 있다. 선두차 전면은 S자형의 형상이 되어 있어 비상시용의 관통문이 갖춰져 있다. 부수차의 지붕부에는 크게 JR 로고가 표기되고 있다.
경적은 타이 폰에다 681계 전동차와 같은 선율의 뮤직 호른이 설정되어 있다. 전조등은 전면 중간부에 2기, 미등은 연결기 좌우에 발광 다이오드(LED)식을 설치하고 있다.
왕실 열차로서의 운용을 위해 유리는 방탄 유리를 이용하고 있다.

#### 주요 기기
제어 장치는 도시바제 GTO 사이리스터 소자에 의한 VVVF 인버터(1C1M 제어)이다. 형식명은 WPC4이며, 비슷한 시기에 등장한 207계 1000번대와 223계 0번대, 681계 등과 동일하다. 주전동기는 정격 출력 180kW의 WMT100B 농형 3상 유도 전동기가 탑재되고 있다.
보조 전원 장치(WSC40)는 130kVA 용량의 정지형 인버터(SIV)이며, 전동차에 1기 탑재되어 있다.
공기 압축기(WMH3094-WTC1000 개량형)는 1000l의 용량으로 6량 편성에서는 편성 중 2기, 3량 편성에서는 편성 중 1기 탑재되어 있다.
집전장치는 하부 교차식 팬터그래프(WPS27D)가 채용되어 각 전동차의 교토 방면으로 1기 설치되어 있다.
공조장치는 집약 분산식 WAU703을 지붕에 1량당 2대 탑재하고 있다. 1대의 냉동 용량은 18,000kcal/h이다.

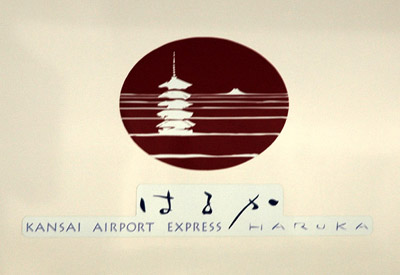
'하루카' 로고
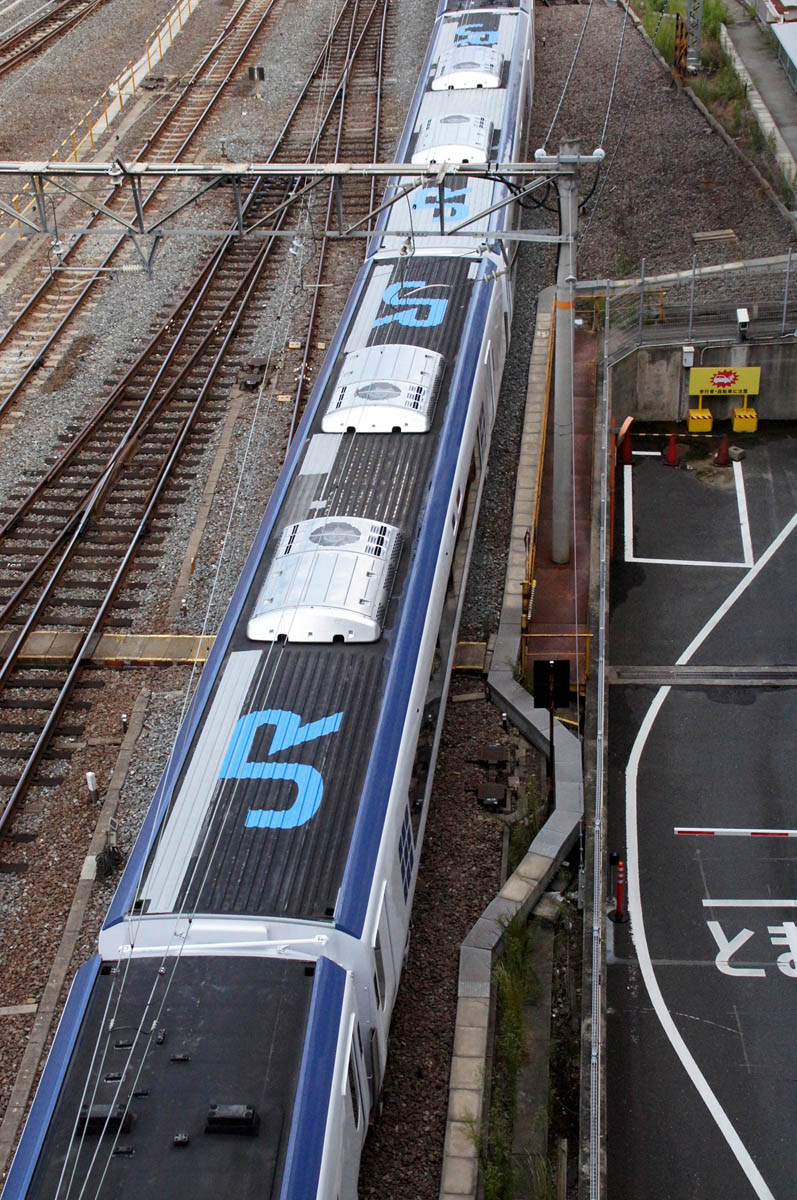
지붕에 그려진 'JR' 마크
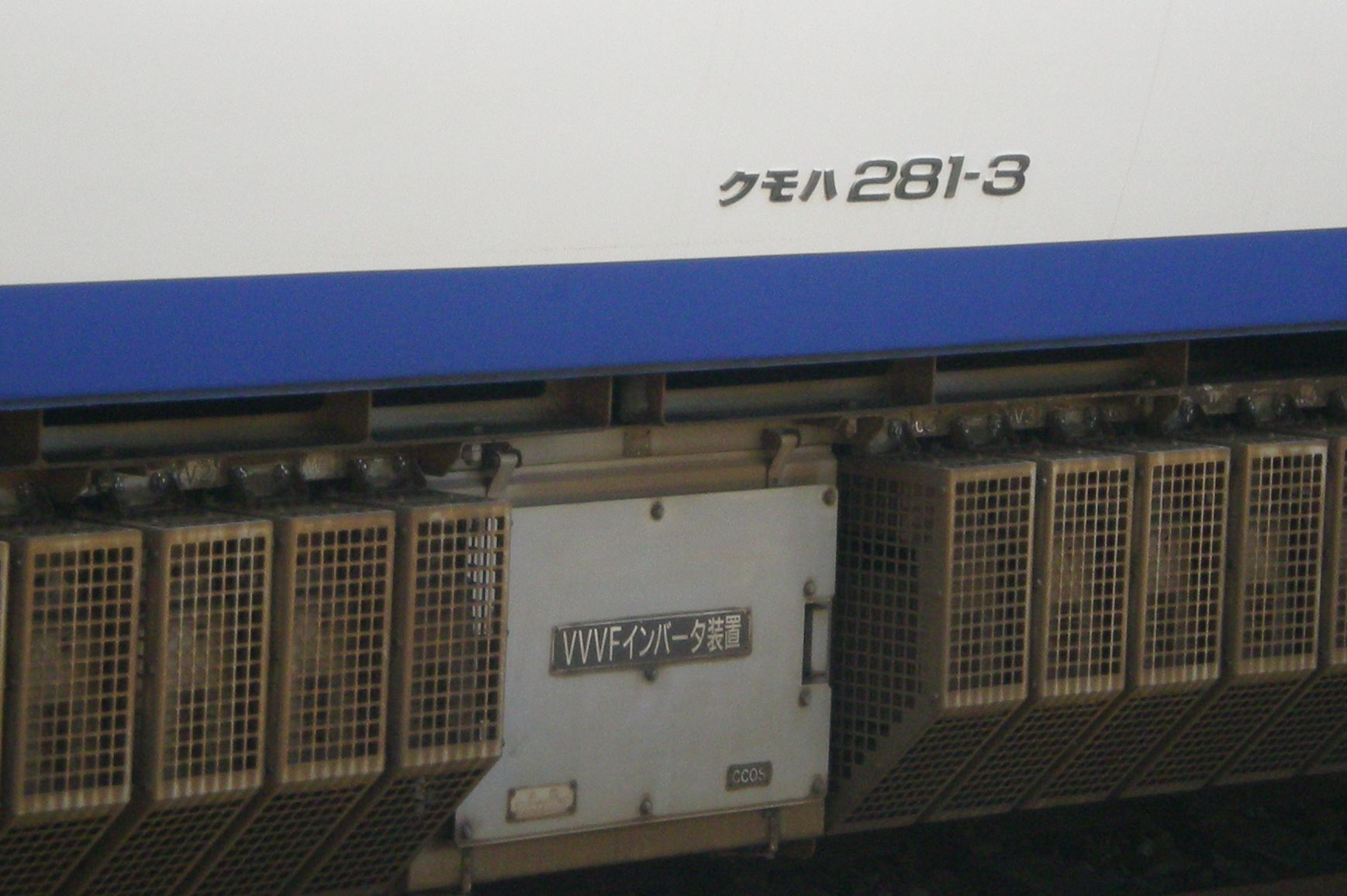
동력차에 탑재되는 VVVF 제어 장치(쿠모하 281-3)

### 실내
실내는 운용 개시 당초부터 전좌석 금연으로 일부 차량에 한해 흡연 코너가 설치되어 있었다. 흡연 코너에는 재떨이를 2개 박은 카운터 테이블을 창가에 설치하여 천장에 환기팬을 설치하고 있다. 그 후 2007년 3월 18일부터 전면 금연에 의한 재떨이가 철거되어 휴대 전화 통화 공간 등 자유 공간으로 활용되었다.
그린차의 좌석은 681계에 준한 회전식 리클라이닝 시트가 가로 2+1 배열의 3열로 배치되어 시트 피치는 1,160mm이다. 좌석의 모켓은 간사이의 전통이 느껴지는 차분한 공간을 연출하기 위해 자주색이 채용되었다. 테이블은 팔걸이에 수납된 소형의 것을 설치했고, 좌석의 후면에는 테이블 대신 잡지 꽂이가 붙어 있다.
보통차의 좌석은 시트 피치 970mm의 회전식 리클라이닝 시트가 가로 2+2 배열의 4열로 배치되었다. 모켓은 포용한 우아한 공간으로 자리 때문에 갈색과 노란색이 채용되었다. 그린차와 마찬가지로 후방 테이블이 설치되지 않았으나 수납식 컵 홀더가 달린 소형 테이블이 붙어 있다.
되돌림역에서 청소 시간 단축을 위해 운전석에서 전좌석을 자동으로 방향 전환할 수 있는 기구가 탑재되고 있다. 항공 여객이 휴대하는 여행 가방 등 대형 수하물을 보관이 가능한 수하물 칸은 각 차량의 출입구 부근 데크에 설치되어 있다.

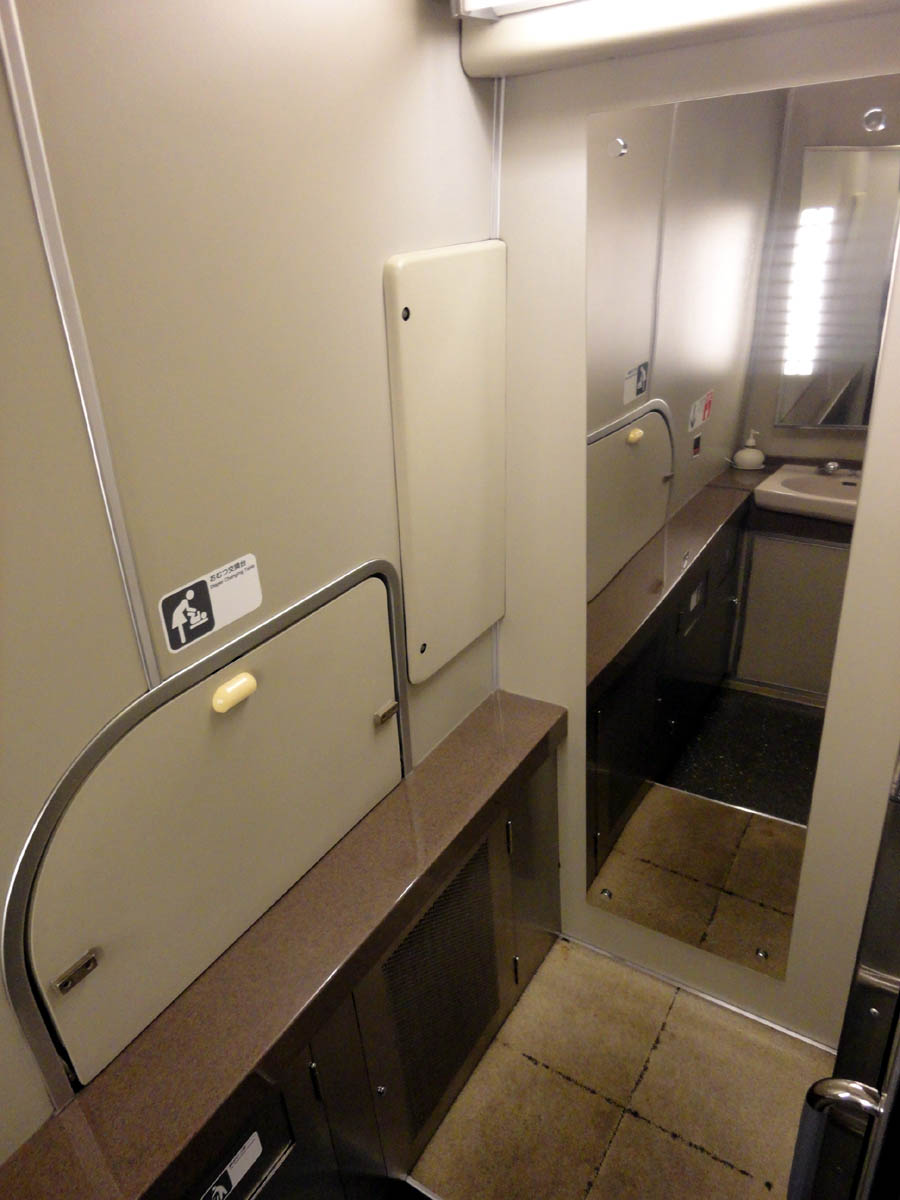
다목적실
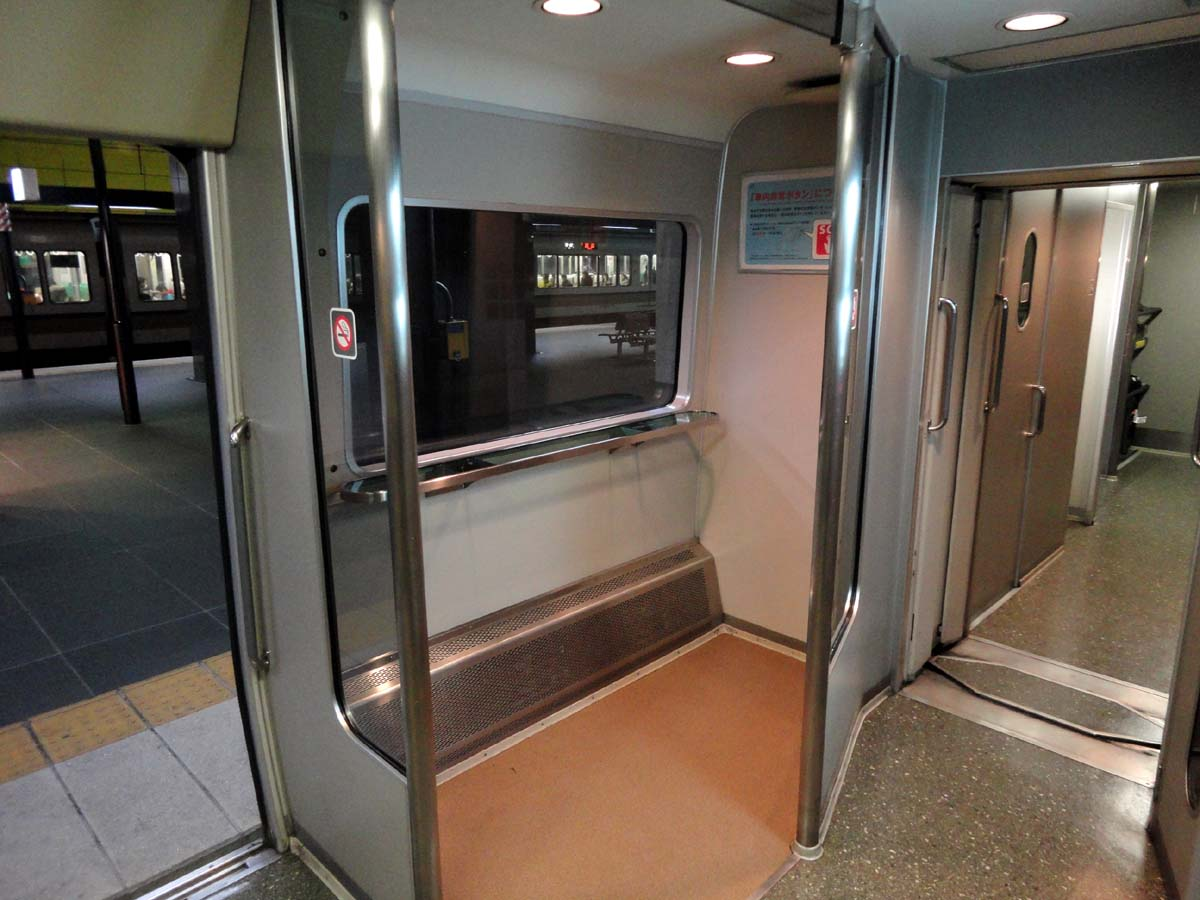
흡연 코너
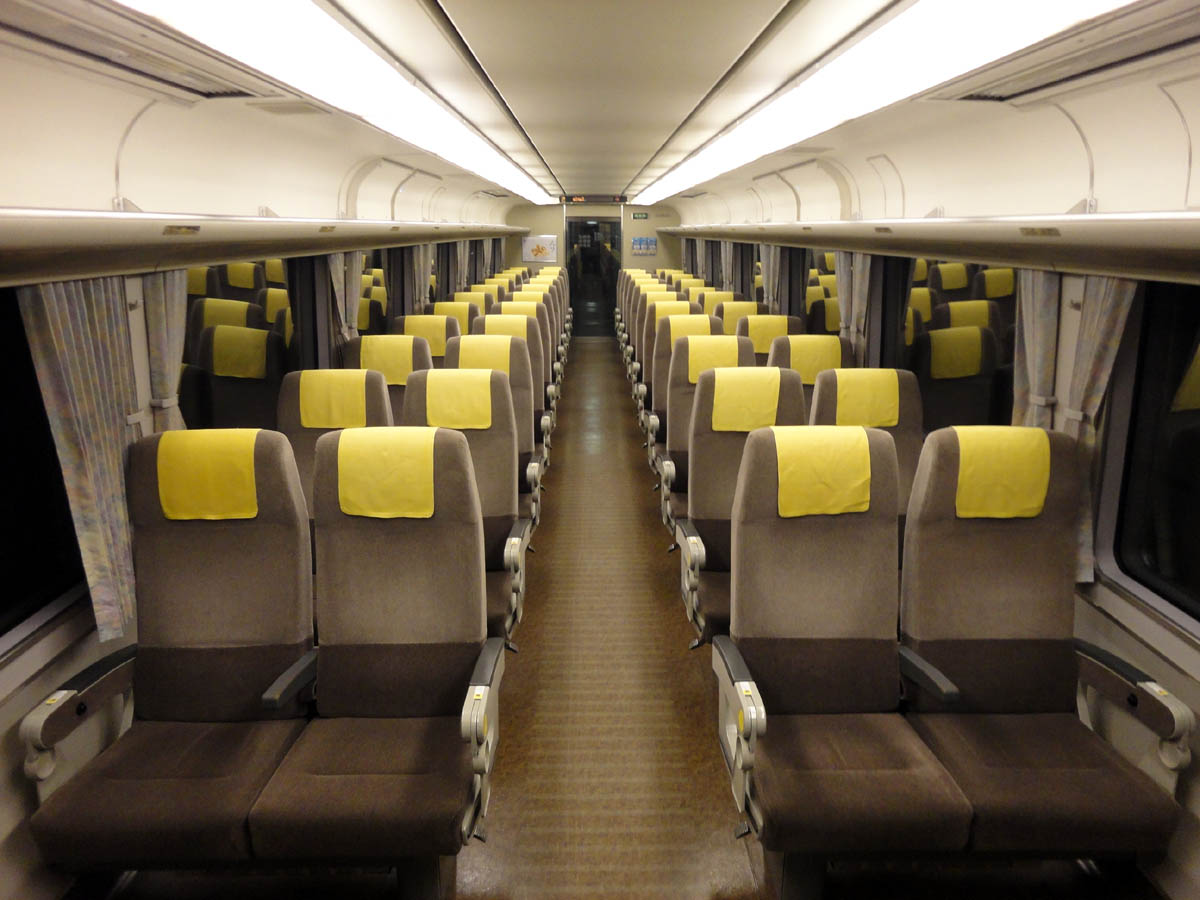
보통차 실내
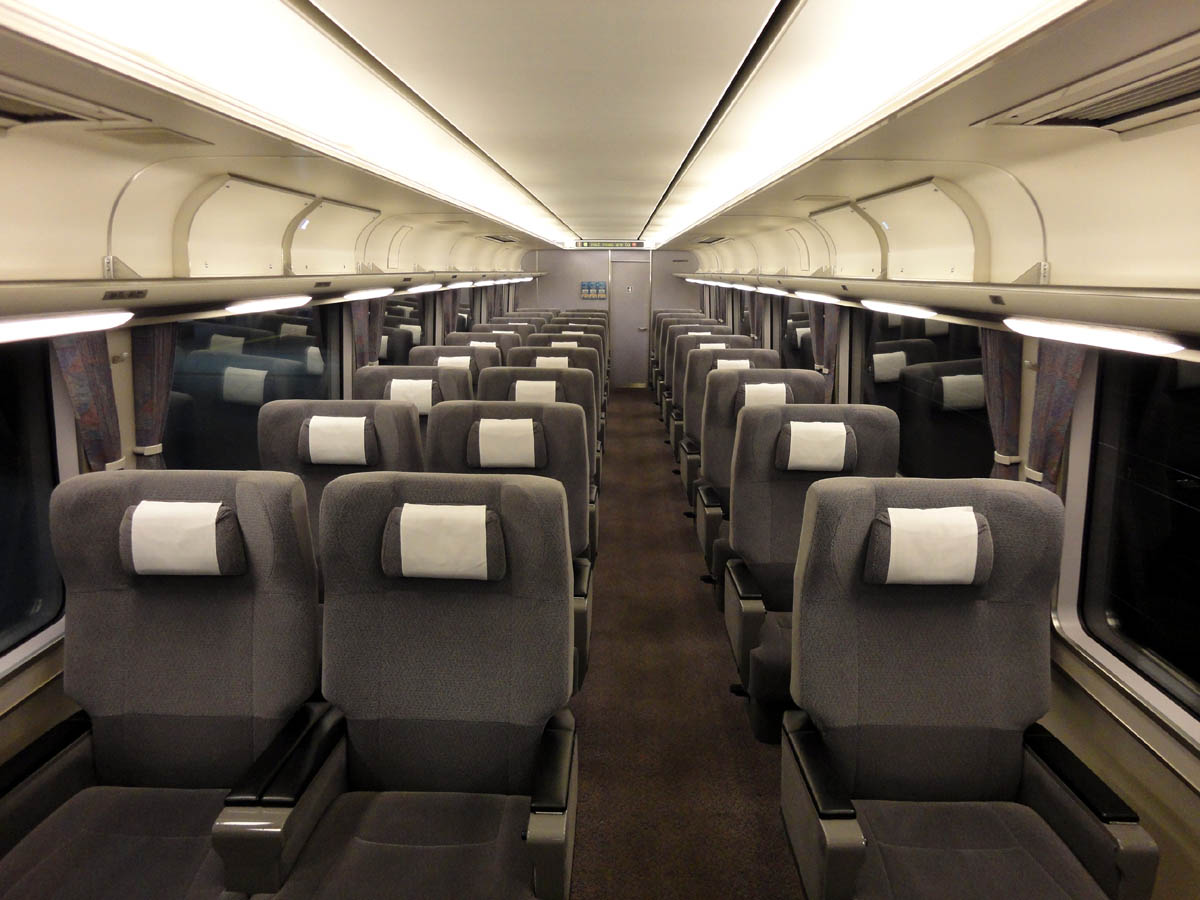
그린차 실내

## 편성·형식
쿠모하 281형(Mc)
보통석을 갖춘 제어 전동차. 간사이 공항 방면 운전대, 흡연 공간이 설치되어 VVVF 인버터 장치, 보조 전원 장치, 집전장치 등이 탑재되고 있다. 정원 44명.
쿠하 281형(Tc)
일반석을 갖춘 제어 부수차. 간사이 공항 방면 운전대·수하물 공간이 설치되었으며, 공기 압축기 등이 탑재되고 있다. 정원 44명.
쿠로 280형(Tsc)
그린석을 갖춘 제어 부수차. 교토 방면 운전대·화장실·세면소가 설치되어 있다. 정원 30명.
쿠하 280형(Tc)
보통석을 갖춘 제어 부수차. 교토 방면 운전대·화장실·세면소가 설치되어 공기 압축기 등이 탑재되고 있다. 정원 44명.
모하 281형(M)
일반석을 갖춘 중간 전동차. 흡연실이 설치되었으며, VVVF 인버터 장치·보조 전원 장치·집전 장치 등이 탑재되고 있다. 정원 48명.
사하 281형
보통석을 갖춘 중간 부수차.
0번대(T)
휠체어 대응 화장실·세면소·휠체어 대응 좌석 등의 배리어 프리 설비가 설치되었으며 공기 압축기가 탑재되어 있다. 정원 42명.
100번대(T1)
화장실·세면소가 설치되어 있다. 정원 48명.
|           | ←마이바라·교토간사이 공항→ |                |                |                |              |              |
| 기본 편성 | 쿠로 280 - 0               | 모하 281 - 0   | 사하 281 - 0   | 사하 281 - 100 | 모하 281 - 0 | 쿠하 281 - 0 |
| 부속 편성 | 쿠하 280 - 0               | 사하 281 - 100 | 쿠모하 281 - 0 |                |              |              |

영업 운행 개시 당시에는 간사이 공항 방면 선두차가 그린차 쿠로 280형, 교토 방면 선두차는 수하물실이 있는 보통차 쿠하 281형이었다. 쿠하의 화물실은 교토 역 구내에 설치되었던 교토 시티 에어 터미널(K-CAT)에서 탑승 수속을 끝낸 국제선 항공 여객의 수하물을 수용하는 것이었다. 그 후 K-CAT 폐지에 따른 선두차의 방향 전환이 실시되면서 교토 방면 선두차가 그린차가 되도록 개선되었다. 또한 화물실은 사용 정지 상태로 객실로 개조되지 않았다.

## 차량 배치와 운용 구간
2012년 6월 1일 현재 기본 편성 6량 편성 9개, 부속 편성 3량 편성 3개, 합계 63량이 스이타 종합 차량소 히네노 지소(구 히네노 전차구)에 배치되어 있다. 운전 개시 당초는 5량 편성이었지만 좋은 승차율 때문에 부수차를 신조·증결하여 현행 6량 편성으로 되었으며 나아가 3량의 부속 편성도 증비되었다.
특급 '하루카'의 전용 차량으로 마이바라역 ~ 간사이 공항 역간에 운용되고 있다. 아침 저녁의 일부 열차가 부속 편성을 병결한 9량, 다른 열차는 기본 편성 6량으로 운행되고 있다. 부속 편성은 간사이 공항 방면에 연결된다. 연말 등 승객이 많은 시기에는 3량 부속 편성이 부족하기 때문에 6량 기본 편성에서 중간차 3량을 빼내 다른 6량 기본 편성으로 삽입하여 9량 관통 편성을 조성하고 남은 3량을 부속 편성이나 6량 기본 편성에 증결하는 변칙된 9량 편성으로 조성하는 일도 있다. 이 경우 일부 '하루카'에 그린차 2량의 열차가 발생하게 된다.
'하루카' 이외의 영업 운행은 1999년 10월 2일에는 마이즈루 선 전철화 개업 기념 열차로 마이즈루 선에 입선하고 황실 열차가 아래와 같은 내용처럼 운용되었다.
- 2000년
  - 9월 30일: 산인 본선(사가노 선) 교토역 → 마이즈루 선 히가시 마이즈루 역사이
  - 10월 2일: 기타 긴키 탱고 철도 미야즈 선 아마노하시다테 역 → 기타 킨키 탱고 철도 미야후쿠 선 오에 역 사이
- 2007년 11월 12일: 도카이도 본선(비와코 선) 오쓰역 구사쓰 선 기부카와역사이

## 연혁
- 1994년
  - 3월: 제1편성이 완성되었다. 운행 개시까지 5량 편성 9개(45량)가 반입되다.
  - 9월 4일: 간사이 국제공항이 개항하면서 '하루카'로 영업 운행 개시.
- 1995년
  - 4월: 중간 부수차가 신조되어 6량 편성화.
  - 7월: 부속 3량 편성 3개(9량) 신제.
- 2002년 10월 1일: 편성 방향의 전환이 실시되다.

## 참고 문헌
- 『철도 팬』 1994년 6월호, 교우사.
- 『데이터로 보는 JR서일본』 보관됨 2019-10-29 - 웨이백 머신-서일본 여객철도